# Dąbrówka Polska
Dąbrówka Polska (Duits: Talheim) is een plaats in het Poolse district  Gołdapski, woiwodschap Ermland-Mazurië. De plaats maakt deel uit van de gemeente Banie Mazurskie en telt 120 inwoners.